# Специалист (компьютер)
«Специалист» — любительский 8-разрядный микрокомпьютер. Разработан в 1985 году Анатолием Фёдоровичем Волковым в г. Днепродзержинск (ныне Каменское) Днепропетровской области. Схема и описание компьютера были опубликованы в журнале «Моделист-конструктор» в 1987 году.

## Технические характеристики
Технические характеристики компьютера «Специалист»:
- Процессор: КР580ВМ80А на тактовой частоте 2 МГц
- ОЗУ: 48 Кб на К565РУ3, для Basic можно поставить 32 Кб (тогда ОЗУ не сплошное)
- ПЗУ — 2 Кб, содержит загрузчик по сбросу и ROM-BIOS, может расширяться до 12 Кб
- Устройство вывода: бытовой телевизор или видеомонитор
- Видео режимы: монохромный графический 384×256, текст на экране эмулируется программно (ROM-BIOS выводит 25 строк по 64 символа) и как внешний узел может подключаться простая внешняя платка контроллера цвета, дающая 4 или 8 цветов
- Клавиатура: матрица контактов в 72+1 клавиши (в оригинале — плёночная), обслуживаемая процессором через ППА
- Внешняя память: бытовой кассетный магнитофон
- ROM-диск: не требовался, пользователь ставил свои ПЗУ в предусмотренные 6 панелек
- Питание: блок питания от 220В, на выходе: +12В, +5В (1.5 А), −5В, потребляемая мощность — 10 Вт

## История «Специалиста»
Компьютер «Специалист» был разработан преподавателем СПТУ №4 г. Днепродзержинска Анатолием Федоровичем Волковым. В 1984 году, обладая необходимыми знаниями, полученными им ранее при работе инженером, и по договорённости с директором училища, он взялся за разработку компьютера. Целью было разработать школьный компьютер и на его базе создать компьютерный учебный класс для училища. В результате был разработан компьютер «Школьник», который зимой 1985 г. экспонировался на выставке ВДНХ в Киеве. Однако компьютер получился слишком сложным. Он содержал до 300 микросхем и был выполнен на нескольких промышленно изготовленных печатных платах. Большое число микросхем получилось из-за малоёмких статических ОЗУ и использования сенсорной клавиатуры, что требовало нескольких микросхем для каждой клавиши. Было понятно, что необходимо существенное удешевление и упрощение схемы компьютера.
Вскоре автору удалось изобрести эффективный метод ручного монтажа, который не требовал изготовления промышленных плат и позволял вручную смонтировать целый компьютер в полсотни микросхем всего за три вечера. Также, чтобы добиться существенного удешевления, автор придумал плёночную клавиатуру, не требующую промышленных деталей и получаемую аккуратным расслаиванием до тонкой плёнки платы фольгированного стеклотекстолита и вырезанной из такой же плёнки маски, положенных на фольгированную печатную плату с вытравленными в фольге контактами. Используя эти наработки, инженеру удалось разработать бытовой советский компьютер.
Компьютер, названный «Специалист-85» содержал менее 60 дешёвых микросхем (в основном уже устаревшей 155 серии), из них всего две недефицитных БИС 580 серии (к тому времени уже лет 7-8 как выпускаемых промышленностью). В качестве памяти использовались динамические ОЗУ К565РУ3, которые тоже с начала 80-х уже производились в стране. Их можно было ставить как 24 штуки, что давало для программ 36 Кб, так и всего 16, что приводило к фрагментированию памяти и давало 16 Кб сплошной памяти, впрочем и этого объёма вполне хватало для работы Basic размером в 8 Кб.
Позднее (уже не А.Волковым) в схеме была проведена замена ОЗУ на более ёмкие, и она сократилась до всего 38 корпусов. Эта предназначенная для любителей кооперативная плата «Специалист-Экспресс» выпускалась в Новосибирске и продавалась в 1988 году в салонах «Электроника» за 38 рублей. Схемотехника узла синхронизации процессора и видеоконтроллера была оптимальной и не встречалась ни в западных, ни в отечественных промышленных изделиях, разработанных ни до, ни после. В частности, отечественные «Вектор» и «Львов», разработанные намного позже, не использовали данную идею синхронизации, отчего существенно проиграли в параметрах.
Автором был написан ROM-BIOS, а от популярного в те годы компьютера «Микро-80» был адаптирован бейсик, который был расширен графическими операторами. Разработка компьютера была полностью завершена в сентябре 1985 года. После чего автор приступил к разработке сетевого ПО и изготовлению необходимого количества машин для компьютерного класса. Машина ученика содержала всего 2 Кб ПЗУ, но имела возможность по радиальной линии скачать из машины преподавателя бейсик, который там хранился в резидентном ПЗУ.
В это же время журнал «Моделист-Конструктор», узнав о разработке из газет, обратился к автору с предложением. В итоге был опубликован цикл статей, по которым любой радиолюбитель мог собрать такой компьютер у себя на кухонном столе. Тем не менее в конце 80-х - начале 90-х клоны «Специалиста» производились десятком предприятий.
А. Волков не ставил целью создать домашний любительский компьютер, вероятно, потому и не обратился сразу с предложением о публикации и рекламе в журнал «Радио». А после стало поздно, так как там начался цикл статей о «Радио-86РК». Задачу по компьютеризации училища он выполнил, а продвижение и программное сопровождение компьютера, как любительского и бытового, уже не являлось его задачей и не входило в его планы. Тем не менее, редакции удалось убедить А. Волкова опубликовать в журнале достаточный для начала пакет системных программ (в том числе графический редактор и экранные шахматы, тоже кстати, адаптированные от «Микро-80»), а также очень простую аппаратную доработку, позволяющую добавить в компьютер цвет. После 1988 года публикации А. Волкова прекратились, и дальнейшие публикации на тему «Специалиста» уже худшего качества делали сами радиолюбители. Из опубликованных аппаратных доработок, имевших значение, можно упомянуть лишь доработку контроллера цвета (1990), увеличивающую число цветов с 4 до 8.
А.Волков придавал большое значение и возлагал большие надежды на метод «стежкового монтажа» и был разочарован, когда это не сработало. Предложенная автором технология не особо помогала любителям в сборке компьютера. Эта технология требовала определённого навыка, применения специальной резины, а главное, было необходимо наличие дефицитной самозалуживающейся проволоки. Почти всем любителям, собиравшим компьютер в 1987 году, пришлось монтировать аппарат во много раз более трудоёмким традиционным способом на макетной плате, используя обычный провод, зачищаемый скальпелем.
Вначале лишь в крупных городах любители имели возможность достать печатную плату и детали, но вскоре ряд кооперативов наладил изготовление и рассылку посылторгом печатных плат и комплектующих, что помогло подключиться любителям из сельской местности, где достать даже устаревшие и недефицитные радиодетали было невозможно. Но в крупных городах «Специалист» и другие отечественные самоделки вскоре были вытеснены клонами ZX-Spectrum, обладающим намного большим и существенно более качественным ПО. Потому «Специалист» больше собирали в сельской местности, особенно на Украине.
В 1991 году, после публикации в более массовом журнале «Радио» нового ПК «Орион-128», интерес к «Специалисту» начал падать, а в силу идентичности структуры экрана не составило проблемы часть игрового программного обеспечения «Специалиста» перенести на «Орион-128», где, в частности, несколько чёрно-белых исходно игр было отцвечено. Основным преимуществом «Ориона» стала лучшая архитектура, а именно наличие для программ сплошного участка ОЗУ в 61 Кб, что необходимо для установки на компьютер ОС CP/M, в то время как объёма доступного для программ ОЗУ в 36 Кб, имеющегося в Специалисте, для этого недостаточно.
Не считая промышленные и сделанные в кустарных мастерских кооперативные клоны «Специалиста», количество изготовленных любителями самодельных компьютеров хотя и существенно уступало другой популярной в те годы самоделке «Радио-86РК», но несомненно составило несколько тысяч.
В то время, как промышленность выпускала лишь полные клоны «Специалиста», простая и понятная схема «Специалиста», исходно лишённая цвета (опубликованного позднее) буквально подталкивала любителей к доработкам, которые были настолько просты и очевидны, что их мог сделать любой дилетант, лишь вчера прочитавший в журнале «Радио» о работе цифровых микросхем.
Множество любителей в разных городах сделали доработки до цвета, но лишь для себя. Известными и доведёнными до производства стали лишь две доработки. И рассказывая историю «Специалиста», нельзя не упомянуть о этих двух специалисто-производных компьютерах. Оба появились в Омске. Эти компьютеры нельзя считать клонами, они были несовместимыми, но их схемы на 85% повторяли схему «Специалиста», отличаясь лишь формированием видеосигнала.
В компьютере «Патисоник-580», появившимся первым, для получения цвета разрешение экрана было сокращено вдвое до 192*256, что дало возможность иметь 4 цвета при той же скорости видео-вывода (эта же идея была также использована в промышленном клоне «Эврика»). Разработчиком был В. Г. Казаринов, а эти компьютеры мелкосерийно производились его кооперативом и использовались в первых игровых салонах (для чего были написано несколько игр, неотличимых от игр MSX), а также поставлялись в компьютерные классы в школы области. В 1991 В. Г. Казариновым была создана фирма Patisonic , которая в дальнейшем до середины 90-х выпускала ряд уникальных клонов ZX-Spectrum и MSX, а после занялась торговлей IBM-комплектующими.
Вторым специалисто-производным был компьютер Радуга, разработанный в том же 1988 году В.Пудовым и В.Тимофеевым в Омском авиационном техникуме. Компьютер Радуга в качестве производственной практики мелко-серийно выпускался учащимися в мастерских техникума для школ области. В этот компьютер цвет был введён уникальным, нигде не повторенным способом. Формат экрана был сохранён 384*256, но добавлено 16 цветов. В компьютере были применены 16 микросхем 32-х килобитных версий ОЗУ К565РУ5. Хотя таким образом компьютер имел 64 Кб; но из них лишь 32 Кб предназначались для программ и данных, ещё 16 Кб доступные процессору содержали графическую информацию (плоскость графики), а в оставшейся 16-ти килобайтовой странице хранилась информация о цвете (плоскость цвета). При этом, процессор не имел прямого доступа к странице цвета, но при занесении процессором байта в экранный буфер (то есть в плоскость графики) содержимое специального регистра цвета автоматически переписывалось в плоскость цвета. При чтении экранного байта байт цвета из другой плоскости автоматически сохранялся в регистре цвета. Если считанный экранный байт затем записать в другое место экрана, то переписывался и цвет. Таким образом при копировании по экрану цветных спрайтов и выводе цветного текста не возникало потерь ресурса процессора на цвет, что очень важно для не быстрого компьютера (во всех остальных компьютерах с тем же цветовым разрешением вывод в цвете замедляет вывод, как минимум, вдвое).

## Программное обеспечение
На начальном этапе основным источником программ для пользователей стал журнал «Моделист-конструктор». В нём в виде требующих утомительного ручного ввода дампов было опубликовано базовое системное ПО: «Загрузчик» (начальный адрес C000), «Монитор» (с адреса C800), адаптированный от Радио-86РК, Бейсик А.Волкова, адаптация инструментального пакета «Микрон» от «Радио-86РК» и несколько игр. Редакция журнала программ не создавала и не могла удовлетворить ощущаемый пользователями в первые годы острый программный голод. Впоследствии программное обеспечение, созданное программистами-любителями, распространялась через кооперативы, а также через продажи и обмен на нелегальных радиорынках. Кроме написанных изначально для «Специалиста» графических программ, есть адаптации и от чисто текстовых машин. Наряду с авторскими разработками, 30-40 программ были адаптированы от «Микро-80», «Радио 86РК» и ZX-Spectrum.
Ряд самых известных игр компьютера «Специалист»: ZOO, Land, LodeRunner, Budy, Copter, Sky Scrapper, Saboteur, Digger, Tutanhamon, DTE, Manic-Miner, Jet-Set Willy. Из-за малого объёма оперативной памяти и сложности разработки без наличия дисковода, авторских игр, максимально использующих графические возможности компьютера, было немного, по качеству лучшими были адаптации с «ZX-Spectrum».
Для «Специалиста» было написано 7-8 вариантов базовых резидентных программ (ROM-BIOS) в разных городах страны (некоторые из которых были несовместимы с ПЗУ А.Волкова и не прижились), было адаптировано практически всё системное ПО Радио-86РК, отладчики, (диз-)ассемблеры, макро-ассемблер «Микроши», несколько текстовых редакторов, несколько музыкальных редакторов, синтезатор речи, несколько графических редакторов, программа для трассировки плат и прочие программы для практических целей радиолюбителей.
Языки программирования для компьютера «Специалист»: (макро-) ассемблер, Форт, Паскаль (Паскаль-ЛС), Си (Best-C), Бейсик-интерпретатор (с десяток вариаций). Но без дисковода компиляторы ЯВУ могли использоваться лишь для изучения ЯВУ, а не как серьёзный инструмент. Т.к. в ОЗУ одновременно должен был находиться редактор текста, компилятор, текст программы и буфер трансляции, то можно было странслировать лишь небольшие программы, содержащие не более полутора сотен строк.
В 1989—1992 гг. в Ленинграде, Москве и Магнитогорске (причём независимо) к «Специалисту» был подключён дисковод, хотя это и потребовало нетрадиционных аппаратно-программных решений (так как скорости процессора на такте 2 МГц не хватает, чтобы принять поток данных дисковода в DD-формате). Вначале дисковод был очень дорог и потому доступен лишь единицам, большее применение он получил лишь несколько лет спустя, но уже на «Специалисте» усовершенствованном по варианту MX Л.Афанасьева.

## Модификации и клоны
Все выпускавшиеся серийные аналоги были полностью аппаратно совместимы с базовой моделью. Наиболее известный аналог — ПК «Лик».

### «Лик»
«Лик» — промышленная версия ПК «Специалист», выпускавшаяся с 1988 года черновицким производственным объединением «Электронмаш».
Технические характеристики:
- Процессор: КР580ИК80А либо КР580ВМ80А (аналог i8080) на тактовой частоте 2 МГц
- Память: ОЗУ — 48 Кб, ПЗУ — 2—12 Кб
- Устройство вывода: бытовой телевизор
- Режимы отображения: чёрно-белый графический 384 × 256 точек (текстовый 25 строк по 64 символа выводит ПЗУ)
- Внешняя память: бытовой кассетный магнитофон
- Плотность записи на магнитную ленту — 32 б/мм;
- Начало выпуска — 1989, г. Черновцы.

«Лик» незначительно отличался от основной модели:
- Изменена раскладка клавиатуры
- Своя программа «Монитор-1М», облегчающая отладку программ, но имеющая отличия в формате сохранения данных на кассете
- Различия в схемотехнике

Заводской вариант был собран в пластиковом корпусе и имел дешёвую и очень неудобную (набирать текст «вслепую» на ней невозможно) мембранную клавиатуру. На задней стенке имелся трёхрядный разъём расширения, низкочастотный выход на монитор (телевизор) и гнездо для подключения магнитофона.
В комплект поставки компьютера входил набор оригинального программного обеспечения, который был записан на кассете:
- четыре игры — «Реверси», «Питон», «Подводная атака» (на Basic-Лик) и «Шахматы», причём последняя работала только в «текстовом» режиме;
- интерпретатор BASIC — Basic-Лик, компилятор ассемблера, совмещённый с текстовым редактором «Микрон»; дизассемблер был уже встроен в «Монитор» и вызывался горячей клавишей;
- каталогизатор данных на кассете;
- управляющая программа «Монитор-1М», которая загружалась по сбросу и была актуальна для вариантов с одной микросхемой ПЗУ.

Так как микросхемы ПЗУ были в то время достаточно дорогими, выпускалось несколько вариантов компьютера. В самом дешёвом варианте устанавливалась одна микросхема с «Загрузчиком». После включения компьютера пользователь загружал «Монитор» с магнитофона и только после этого компьютером можно было пользоваться. Второй вариант имел уже две микросхемы ПЗУ с полноценным «Монитором», и компьютер был готов к работе сразу после включения. Третий вариант имел пять микросхем, три из них хранили интерпретатор языка BASIC. При подаче соответствующей команды он загружался в основную память из ПЗУ, а не с магнитофона.

### «Эврика»
ПК «Эврика» производился с 1988 г. вильнюсским заводом радиоизмерительных приборов. За исключением небольшой доработки видеовыхода, схема представляет собой полный клон «Специалиста».
Однако в том виде, что компьютер поставлялся заводом, его можно было назвать «Специалистом», предназначенным для использования программ «Радио-86РК». Для этого в ПЗУ, стоящем на F800, были предусмотрены JMP-ы со стандартных входов ПЗУ «Радио-86РК» на область 8100 (в ОЗУ). ПЗУ F800 имело размер всего 512 байт и содержало только холодный загрузчик, который позволял загрузить с магнитофона в область 8100 ROM-BIOS, который эмулировал ПЗУ «Радио-86РК». После его загрузки компьютер имел функционирующие стандартные входы ПЗУ F800 и позволял использовать все системные программы «Радио-86РК», включая Basic, компилятор ассемблера, текстовый редактор и др. Игры от «Радио-86РК», которые почти все используют прямой доступ в его экранную область, естественно, не работают (запустить можно, но картинки нет).
А вот программы «Специалиста», несмотря на 100 % специалистовскую схему, в оригинале запустить, наоборот, нельзя, так как все программы «Специалиста» имеют, как минимум, обращения в ПЗУ C000 (а большинство обращаются и в C800). Но эти ПЗУ в «Эврике» отсутствуют как класс.
Но видимо, потому, что это всё же «Специалист», или по крайней мере изначально так планировалось, на печатной плате есть 6 посадочных мест для ПЗУ 573РФ2. Значит, установив на заводскую плату две ПЗУ, можно было бы использовать все программы «Специалиста».
Посадочные места для 6 ПЗУ 573РФ2 на плате есть, но панельки для их установки в заводской поставке не запаяны. Таким образом вообще ни одну из программ «Специалиста» в оригинале на этом 100% клоне «Специалиста» использовать нельзя. И наоборот, можно использовать в оригинале системные программы от несовместимого по железу «Радио-86РК».
Т.к. программно всё отличие от «Специалиста» заключается лишь в невозможности делать вызовы ПЗУ «Специалиста», то адаптация специалистовских программ на такой компьютер легка и сводится лишь в нахождении вызовов нескольких подпрограмм «Специалиста» и замене их на эквиваленты в ПЗУ F800 у «Радио-86РК». А игры, которые сами сканируют матрицу клавиатуры и делают графический вывод на экран, не используя стандартные подпрограммы ПЗУ, вообще не нуждаются в адаптации.
Объяснением такой метаморфозы компьютера можно посчитать такое, что сделав клон «Специалиста» инженеры предприятия вдруг обнаружили, что для него ещё не успели написать много программ, тогда как для «Радио-86РК» их написано уже намного больше. Или же просто посчитали, что стандарт ПЗУ «Радио-86РК» намного правильнее (что так и есть, учитывая CP/M).
При этом 100% аппаратная совместимость позволяет легко адаптировать игры от «Специалиста» (лишь загружать их с МГ-ленты надо в формате «Радио-86РК»). Таким образом получается возможность использовать программы от обоих компьютеров. И остаётся возможность того, что если пользователь захочет, то он может легко самостоятельно впаяв панельки, поставить ПЗУ «Специалиста» и получить полноценный «Специалист» без ограничений.
В качестве уникальной доработки в «Эврику» введён цвет за счёт введения цветного режима с вдвое пониженным разрешением по горизонтали. На экране 192*256 любая точка может быть любого из 4-х цветов. Ещё одной интересной особенностью «Эврики» является возможность подключить внешний ROM-диск (через краевой врубной разъём платы), но что самое удивительное, т.к. ППА пользователя, как в РК86, в «Эврике» нет, ROM-диск читается через порт клавиатуры. Это очень оригинальная идея, хотя при чтении ROM-диска нажатие на клавиши приводит к сбойной загрузке (что конечно обнаруживается по отличию контрольной суммы и не вызывает неприятностей).

### «Специалист MX»
В 1991 году появилась новая версия компьютера — Специалист MX, доработка Леонида Афанасьева из Магнитогорска. Основная суть доработки — это улучшение исходной архитектуры за счёт добавления второго банка ОЗУ К565РУ5. Исходная архитектура «Специалист» оставляет всего 36 кб для программ, чего слишком мало для работы CP/M. Конструктивно это серия доработок базового «Специалиста» с использованием небольших внешних плат. Печатная плата компьютера не предлагалась. В документации RAMFOS описывается процесс модификации обычного варианта компьютера до «Специалиста МХ». Документация и программы не публиковались, а продавались кооперативом «Элис». Но публикация рекламы в журнале «Радио» в 1991 году помогла этой доработке получить популярность в 1992—1994 гг. Для работы с дисководом использовалась как авторская MXDOS, так позднее и стандартная CP/M 2.2.
Основные элементы доработки Л.Афанальева:
- общий объём ОЗУ увеличен до 48+62= 110 КБ за счёт добавления банка ОЗУ 565РУ5
- один из двух банков ОЗУ используется как основное ОЗУ, второй как квазидиск на 48/62 кб
- изменён контроллер цвета для увеличения числа цветов до 16 (задаётся цвет и фона и символов; в исходном варианте - цвет фона всегда чёрный)
- Контроллер НГМД на базе БИС КР1818ВГ93 работающий с дискетами DD формата (720 КБ)
- ПЗУ до 48 кБ в качестве ROM-диска
- таймер КР580ВИ53 в качестве аппаратного генератора звука
- порт пользователя (для программатора УФ-ПЗУ и символьного принтера) на КР580ВВ55

### «Эрик»
В 1994 году в журнале «Радиолюбитель» была опубликована схема компьютера «Эрик», разработанного на основе схемы «Специалиста» и программно совместимого с его не цветными программами (т.к. цвет в «Эрике» несовместим). Вместо КР580ВМ80 был использован более скоростной процессор Z80, тактируемый частотой 4 МГц. Но из-за того, что период доступа к ОЗУ не изменён и для синхронизации использованы такты WAIT, реальное быстродействие ниже 3 МГц. На основной плате компьютер имеет ОЗУ 64 КБ, ПЗУ 64 КБ, видео контроллер (384×256, полноценные 4 цвета на пиксель), контроллер дисковода и диспетчер памяти (4 окна по 16 кб) поддерживающий добавление ещё до 32 КБ ОЗУ на внешней платке расширения.
Несмотря на продвинутые параметры, компьютер не стал популярным. Основной причиной этого стало слишком позднее появление при наличии большого количества других компьютеров этого класса, поддержанных ПО, слишком малый объём памяти на плате, а также несовместимость с оригинальным «Специалистом» по цвету. Из-за низкого спроса даже не удалось по подписке организовать выпуск партии печатных плат. А в 1994, в отличие от 1987, никто уже не хотел монтировать сложное изделие вручную на макетке. Кроме того, возникла несовместимость ПО, признанная самим автором компьютера.

### Другие модели
Незначительно отличались от обычного варианта компьютера модели:
- «Специалист-М» — усложнение логики, замена К565РУ3 на К565РУ5 (описан в журнале «Моделист-конструктор» в 1991 году.)
- «Специалист-Экспресс» — замена К565РУ3 на К565РУ5.
- Пополняемый список «Специалист»-совместимых компьютеров[4].

## Эмуляторы
- Emu80 (автор -Виктор Пыхонин)
- Emu (автор — Дмитрий Целиков)
- SPMX_java (автор — Александр Шевцов)